# Dennis Rommedahl
Dennis Rommedahl (Bispebjerg, Danska, 22. srpnja 1978.) je danski umirovljeni nogometaš i bivši nacionalni reprezentativac. S danskom reprezentacijom je nastupio na dva svjetska (2002. i 2010.) i dva europska (2004. i 2012.) prvenstva. Danski nogometni savez ga je 2007. i 2010. proglasio danskim nogometašem godine.

## Karijera

### Klupska karijera
Rommedahl je rođen u Bispebjergu pokraj prijestolnice Kopenhagena te je igrao u juniorima B.93 i Lyngbyja. Za seniorsku momčad potonjeg kluba je debitirao 1995. godine te je za njih nastupao dvije sezone. Nakon toga ga kupuje nizozemski PSV Eindhoven za koji je debitirao u domaćem 1:0 porazu od Heerenveena. Nakon svega dvije odigrane utakmice za klub, PSV ga šalje na posudbu u RKC Waalwijk. Ondje je proveo cijelu sezonu 1997./98. nakon čega se vraća u matični klub. Igrao je na poziciji desnog krila te ga je krasila trkačka sposobnost. Iako je Rommedahl dobivao velike ponude od talijanskih klubova, ostao je u PSV-u do 2004. godine. U tom razdoblju je s klubom osvojio po četiri naslova nizozemskog prvaka i Superkupa.
Interes za Dennisom Rommedahlom pokazali su engleski premijerligaši Charlton Athletic i Tottenham Hotspur ali uspješnijim se pokazao Charlton koji je uspio igrača dovesti u klub tijekom ljeta 2004. S Dancem je tada potpisan četverogodišnji ugovor. Prvu sezonu je proveo na klupi ili kod fizioterapeuta da bi u drugoj postao standardni igrač. Tijekom ljeta 2006. je otkazan njegov već dogovoreni transfer u ruski Zenit dok ga se krajem iste godine povezivalo s FC Kopenhagenom koji ga je htio kupiti za milijun funti. Nakon što je Charlton u sezoni 2006./07. ispao iz Premier lige kao pretposljednja momčad, postalo je jasno da će Rommedahl napustiti klub. Za njega su interes pokazali Getafe i Galatasaray ali se sam igrač u konačnici dogovorio s Ajaxom. Amsterdamski klub ga je doveo 20. srpnja 2007. a vrijednost transfera je iznosila 680.000 funti.
Odmah po dolasku u klub, Dennis je s klubom osvojio svoj peti Superkup, pobijedivši u finalu s minimalnih 1:0 svoju bivšu momčad PSV Eindhoven. Također, iste godine mu je dodijeljena nagrada danskog nogometnog saveza za nogometaša godine. Rommedahl je drugu polovicu sezone proveo na posudbi u NEC Nijmegenu čijim završetkom se vraća u Ajax. S klubom je 2010. godine osvojio nizozemski kup nakon čega napušta momčad.
U srpnju 2010. igrač potpisuje dvogodišnji ugovor s pirejskim Olympiacosom ali ga napušta nakon prve sezone uz obostrani dogovor igrača i kluba. U isto vrijeme Rommedahl potpisuje za Brøndby u koji dolazi kao slobodni igrač. Tijekom dvogodišnjeg razdoblja, nogometaš je za klub odigrao 48 prvenstvenih utakmica. Nakon toga Rommedahl potpisuje za RKC Waalwijk u kojem je proveo sezonu 1997./98. kao igrač na posudbi iz PSV-a. Zbog brojnih ozljeda, zbog kojih nije zabilježio nijedan službeni nastup za Waalwijk, raskinuo je ugovor s klubom u siječnju 2015. godine i završio karijeru.

### Reprezentativna karijera
Prije debija za seniorsku momčad, Dennis Rommedahl je igrao za mlade U19 i U21 reprezentacije. Izbornik Morten Olsen uveo ga je u A vrstu u kolovozu 2000. godine. Prvi veći turnir na kojem je nastupio bilo je Svjetsko prvenstvo 2002. Ondje je odigrao sve četiri utakmice u prvom sastavu te je zabio gol u 2:0 pobjedi protiv Francuske koja je tada bila branitelj naslova. Sljedeći veći turnir bio je EURO 2004. gdje je također odigrao sve četiri utakmice.
Nakon toga dolazi do pada danske reprezentacije koja propušta sljedeće svjetsko i europsko prvenstvo da bi se taj niz prekinuo plasmanom na Mundijal 2010. u Južnoj Africi. Ondje je Danska doživjela debakl, ispavši već u skupini. S druge strane, Rommedahl je unatoč dobi od 32 godine, bio standardni igrač dok je u susretu protiv Kameruna najprije asistirao Bendtneru a nakon toga i sam zabio pogodak za konačnih 2:0.
Izbornik Olsen uveo je Rommedahla i na popis reprezentativaca za EURO 2012. gdje je igrač započeo utakmice protiv Nizozemske i Portugala. Nakon tog turnira, Morten Olsen ga je odlučio koristiti i u kvalifikacijama za Svjetsko prvenstvo 2014. u Brazilu.

#### Pogodci za reprezentaciju
| #   | Datum               | Mjesto                  | Protivnik      | Pogodak | Rezultat | Natjecanje                                                       |
| --- | ------------------- | ----------------------- | -------------- | ------- | -------- | ---------------------------------------------------------------- |
| 1.  | 7. listopada 2000.  | Belfast, Sjeverna Irska | Sjeverna Irska | 1 : 1   | 1 : 1    | Kvalifikacije za Svjetsko prvenstvo u Japanu / Južnoj Koreji 02' |
| 2.  | 15. studenog 2000.  | Kopenhagen, Danska      | Njemačka       | 1 : 0   | 2 : 1    | Prijateljska utakmica                                            |
| 3.  | 15. studenog 2000.  | Kopenhagen, Danska      | Njemačka       | 2 : 0   | 2 : 1    | Prijateljska utakmica                                            |
| 4.  | 1. rujna 2001.      | Kopenhagen, Danska      | Sjeverna Irska | 1 : 0   | 1 : 1    | Kvalifikacije za Svjetsko prvenstvo u Japanu / Južnoj Koreji 02' |
| 5.  | 6. listopada 2001.  | Kopenhagen, Danska      | Island         | 1 : 0   | 6 : 0    | Kvalifikacije za Svjetsko prvenstvo u Japanu / Južnoj Koreji 02' |
| 6.  | 17. travnja 2002.   | Kopenhagen, Danska      | Izrael         | 3 : 0   | 3 : 1    | Prijateljska utakmica                                            |
| 7.  | 11. lipnja 2002.    | Incheon, Južna Koreja   | Francuska      | 1 : 0   | 2 : 0    | Svjetsko prvenstvo u Japanu / Južnoj Koreji 02'                  |
| 8.  | 29. ožujka 2003.    | Bukurešt, Rumunjska     | Rumunjska      | 1 : 1   | 5 : 2    | Kvalifikacije za EURO 2004.                                      |
| 9.  | 29. ožujka 2003.    | Bukurešt, Rumunjska     | Rumunjska      | 5 : 2   | 5 : 2    | Kvalifikacije za EURO 2004.                                      |
| 10. | 9. veljače 2005.    | Atena, Grčka            | Grčka          | 1 : 2   | 1 : 2    | Kvalifikacije za SP u Njemačkoj 06'                              |
| 11. | 17. kolovoza 2005.  | Kopenhagen, Danska      | Engleska       | 1 : 0   | 4 : 1    | Prijateljska utakmica                                            |
| 12. | 16. kolovoza 2006.  | Odense, Danska          | Poljska        | 2 : 0   | 2 : 0    | Prijateljska utakmica                                            |
| 13. | 6. rujna 2006.      | Reykjavík, Island       | Island         | 1 : 0   | 2 : 0    | Kvalifikacije za EURO 08'                                        |
| 14. | 6. rujna 2007.      | Riga, Latvija           | Latvija        | 1 : 0   | 1 : 0    | Kvalifikacije za EURO 2008.                                      |
| 15. | 6. rujna 2007.      | Riga, Latvija           | Latvija        | 2 : 0   | 2 : 0    | Kvalifikacije za EURO 2008.                                      |
| 16. | 17. listopada 2007. | Kopenhagen, Danska      | Latvija        | 3 : 1   | 3 : 1    | Kvalifikacije za EURO 2008.                                      |
| 17. | 19. lipnja 2010.    | Pretoria, JAR           | Kamerun        | 2 : 1   | 2 : 1    | Svjetsko prvenstvo u JAR-u 10'                                   |
| 18. | 11. kolovoza 2010.  | Kopenhagen, Danska      | Njemačka       | 1 : 2   | 2 : 2    | Prijateljska utakmica                                            |
| 19. | 26. ožujka 2011.    | Oslo, Norveška          | Norveška       | 1 : 0   | 1 : 1    | Kvalifikacije za EURO 2012.                                      |
| 20. | 7. listopada 2011.  | Nikozija, Cipar         | Cipar          | 2 : 0   | 4 : 1    | Kvalifikacije za EURO 2012.                                      |
| 21. | 7. listopada 2011.  | Nikozija, Cipar         | Cipar          | 3 : 0   | 4 : 1    | Kvalifikacije za EURO 2012.                                      |

## Osvojeni trofeji

### Klupski trofeji
| Klub          | Trofej               | Sezona / godina |
| Nizozemska    | Nizozemska           | Nizozemska      |
| ------------- | -------------------- | --------------- |
| PSV Eindhoven | Nizozemsko prvenstvo | 1996./97.       |
| PSV Eindhoven | Nizozemski Superkup  | 1998.           |
| PSV Eindhoven | Nizozemsko prvenstvo | 1999./00.       |
| PSV Eindhoven | Nizozemski Superkup  | 2000.           |
| PSV Eindhoven | Nizozemsko prvenstvo | 2000./01.       |
| PSV Eindhoven | Nizozemski Superkup  | 2001.           |
| PSV Eindhoven | Nizozemsko prvenstvo | 2002./03.       |
| PSV Eindhoven | Nizozemski Superkup  | 2003.           |
| Nizozemska    |                      |                 |
| Ajax          | Nizozemski Superkup  | 2007.           |
| Ajax          | Nizozemski kup       | 2010.           |
| Grčka         |                      |                 |
| Olympiacos    | Grčko prvenstvo      | 2010./11.       |

### Individualni trofeji
| Trofej                  | Godina |
| ----------------------- | ------ |
| Danski nogometaš godine | 2007.  |
| Danski nogometaš godine | 2010.  |

## Vanjske poveznice
- National Football Teams.com
- Profil na Transfermarktu
- Profil na Soccerwayu